# 情報システム
情報システム（じょうほうシステム
、英:Information system）、または情報処理システム（じょうほうしょりシステム、英:Information processing system）とは、情報の処理や伝達などを行うシステム。コンピュータやネットワークなどを使用する、いわゆるコンピュータシステムを指すことも多い。またはITシステムとも呼ばれることも多い。

## 情報システムと情報処理システム
いずれも情報処理を目的とするが、情報システムは人や機械、コンピュータから構成される仕組み全体を指し、情報処理システムは情報システムの内、コンピュータから構成される仕組みの部分を指す。

## 日本語の「情報システム」について
「大学教育の分野別質保証のための教育課程編成上の参照基準 情報学分野」では「情報を扱う」という表現で、「情報の生成・探索・表現・蓄積・管理・認識・分析・変換・伝達」といった種々累々にわたる情報の取扱いを総称している。また、JIS Z 8115「ディペンダビリティ(信頼性)用語」では「システム」を「所定の任務を達成するために、選定され、配列され、互いに連係して動作する一連のアイテム (ハードウェア、ソフトウェア、人間要素) の組合せ. 」としている。この2つを組み合わせて、情報システムとは「情報を扱う」「システム」である、と逐語的には捉えることができる。
実際には、英語の Information Systems、日本語の「情報システム」のいずれも、以上のような逐語的解釈に加え、社会的な文脈を含めた意味合いが付け加わっていることが多く、たとえばコンピュータ科学の国際学会ACMによるキャリア形成支援のウェブサイトにある Information Systems（と呼ばれる分野）の説明によれば「... computer systems can provide to aid a company, non-profit or governmental organization in defining and achieving its goals.」といったように、営利企業・非営利団体・政府団体などの組織体におけるコンピュータ・システムの利用、といったような応用分野のもの、という意味付けが加わっている。さらに日本の学会である情報システム学会は「人間中心の」という限定を加えている（詳細は情報システム学会#概要を参照）。
日本において「情報システム」という言葉が最初に見られるのは、「情報」および「システム」というどちらの言葉が一般化するよりも古く、いわゆる「MIS」こと経営情報システムという語の一部としてであり、1963年に「経営情報システムの展開と経営構造の高度化--わが国の経営機械化の問題との関連において」という題の文献がある。MISという語自体はその後、バズワードの典型のような経過を辿るが、Information Systems 及び「情報システム」という部分は、前述の英語の語義のように、法人などの組織体におけるコンピュータ・システムの利用、といった意味で使われるようになり、情報処理学会の学会誌『情報処理』の総目録を調べると、1972年に「データ開発と情報システム」という記事があるのが、記事名での初出である。
その後、1980年代に浦昭二らにより「人間中心の情報システム」が提唱され（1989年に『情報システムハンドブック』が上梓されている）、「情報システム学会」および情報処理学会の「情報システムと社会環境研究会」では、その主張に沿った「情報システム学」が研究されている。同研究会が中心となってまとめられた「ISディジタル辞典」の「情報システム」の記事によれば、『情報システム学では，「情報システムとは，組織体（または社会）の活動に必要な情報の収集・処理・伝達・利用に関わる仕組みである。広義には人的機構と機械的機構とからなる。コンピュータを中心とした機械的機構を重視したとき，狭義の情報システムとよぶ。しかし，このときそれが置かれる組織の活動となじみのとれているものでなければならない。」と定義している』とあり、その後に引き続く説明によれば、コンピュータ無しの情報システムというものもあるが、人間無しの情報システムというものは無い、といったような説明がある。
これらの情報システムを管理する法人内の部門はしばしば「情報システム部」「情シス」と呼称される。

## 法令による定義
法令において情報処理システムは、「電子計算機及びプログラムの集合体であって、情報処理の業務を一体的に行うよう構成されたものをいう。」（情報処理の促進に関する法律第20条第5項）と説明されている。

## 企業内の情報処理システム
明確な定義は存在しないが、一般的には企業内に構築されている情報処理システムは、主たる機能と運用方法の違いによって以下の2つのシステムに分けて扱われることが多い。以下に書かれているもの以外にも、コンピュータを利用した情報処理を行っているシステムは数多くあるが、いわゆる「情報システム」と呼んでいる業界が扱うことが可能な範囲が以下の2つである、ということである。
基幹系システム
基幹系システムは、企業の主たる業務の情報処理を支えるためのコンピュータシステムであり、銀行業では勘定系システム、製造業では受注・生産・配送計画システムや会計システム、運輸では運行管理システムなどを指す。
情報系システム
情報系システムは、主たる業務に付随した情報処理を行うためのコンピュータシステムであり、経営判断をサポートする目的で基幹系システム内部や別途に構築したデータベースを分析して報告書を作成するシステムや人事管理システム、企業内ネットワーク/電子メール/Web/デジタル電話/会議システムなどを指す。